# Хряков Микола Григорович
Мико́ла Григо́рович Хряков (1829, Льгов — 15 (28) травня 1900, Київ) — київський купець. Голова Біржового комітету Києва (1869—1900). Гласний Київської міської думи (1871—1875). Комерційний радник (1875).

## Життєпис
Народився 1829 року в селі Льговського повіту Курської губернії в селянській сім'ї. Закінчив Льговське училище (1843). Влітку 1861 року приїхав до Києва, де влаштувався на роботу в київській філії петербурзької і московської торгових фірм, які закуповували цукор. Досить часті поїздки по губерніях дали йому можливість безпосередньо познайомитися з кожним із власників цукрових заводів, що відіграло в подальшій його діяльності не останню роль.

### Біржова діяльність
27 вересня 1862 року в міську думу надійшла пропозиція від київського купця 1-ї гільдії Миколи Хрякова «Про спорудження в Києві міської біржі». Через три роки, 5 листопада 1865-го, був затверджений «Статут про Київську біржу», автор якого — Микола Григорович Хряков. Діставши згоду на формування контингенту біржі, Микола Хряков відкрив своїм прізвищем «Список осіб, які виявили бажання увійти до складу біржі». Згодом у цьому «Списку» налічувалося 102 людини, серед яких 19-м значився відомий тоді купець Терещенко Артем Якович. На перших зборах Біржового товариства, які відбулися 13 лютого 1869 року, Хряков був одноголосно обраний головою Біржового комітету.
Він звернувся до членів комітету з проханням зробити внески в будівництво біржі й сам вніс першим 500 рублів готівкою, що було більше внесків деяких товариств. Будівлю біржі було споруджено на розі вулиць Інститутської і Хрещатика (в період німецької окупації її було зруйновано). Інший варіант — на вулиці Інститутській, 7 (нині — клуб Кабінету Міністрів України).

### Фінансова діяльність
У 1863 році Микола Хряков прийшов на роботу в київську контору державного банку як член облікового комітету з торгово-промислових питань. Крім банківської діяльності, він активно виступав з науковими статтями з фінансових питань, ставши досить відомим не тільки в редколегіях журналів, а й у фінансових колах Петербурга. Щоб судити про особистий внесок Миколи Хрякова в фінансову справу, досить сказати, що за 9 років своєї діяльності в київській конторі державного банку, за поданням міністра фінансів він був у різні роки нагороджений трьома золотими медалями «за старанність» для носіння на шиї Анненську, Володимирську і Олександрівську стрічки.
Микола Хряков відомий як організатор будівництва цукрових заводів в Україні. Заводи Степанівського, Северинівського та Кашперівського товариств будувалися безпосередньо під його опікою, а інших — за його допомогою. Він організував будівництво й такого промислового гіганта, як паперова фабрики Дитятківського товариства, і згодом став його директором-розпорядником. Виробництво паперів на фабриках цього товариства, завдяки застосуванню найкращих технологій, було доведено до найвищої якості, а працівники відчували моральне і матеріальне задоволення. За словами сучасника, кожна фабрика являла собою упорядковане селище з ремісничим училищем, народною школою, лікарнею, відмінно підібраною бібліотекою.
Чимало зробив Микола Хряков безпосередньо для Києва. Він першим порушив питання в біржовому товаристві про необхідність побудови в Києві технічного училища і організував збір коштів для цієї мети. Зібрані таким чином 75 тисяч рублів спрямовано на заснування в Києві Політехнічного інституту імені Олександра II. Миколі Хрякову і Миколі Бунґе, добре відомим у Києві діячам, належала ініціатива в організації Київського товариства взаємного кредиту, створеного з метою розвитку міського житлового будівництва.
У 1871 році Микола Хряков був обраний у гласні міської думи. Його бездоганна служба на цьому терені була досить відома. Лише останні чотири роки свого життя він був змушений за станом здоров'я відмовитися від цієї посади. У 1878 році на одному із засідань синдикату цукрозаводчиків Південно-Західного краю Микола Хряков був одноголосно обраний головою цього об'єднання.
Чималою заслугою перед Києвом була фундація Миколою Хряковим пивоварного заводу на Подолі і вальцьового млина. Продуктивність заводу сягала 340 000 відер різного пива (баварського, чеського, мюнхенського, експорту, портеру та меду) на суму 410 000 рублів на рік. Вальцьовий млин Миколи Хрякова перемелював за рік 900 000 пудів жита, з якого вироблялося п'ять сортів борошна, збут його був переважно місцевим.
За особливі досягнення у млинарстві вальцьового млина Микола Хряков на Київській сільськогосподарській і промисловій виставці 1897 року нагороджений Великою срібною медаллю. Того ж року на засіданні Київського купецького зібрання Микола Григорович Хряков і Микола Артемович Терещенко були обрані почесними членами цього зібрання.

### Благодійна діяльність
Микола Хряков був людиною великої душі і найвищої внутрішньої культури. Будучи справжнім шанувальником живопису, він зі щирим задоволенням надавав для організованих у місті художніх виставок просторий зал у власному будинку на Бібіковському бульварі, 9.
Протягом 25 років Микола Хряков був почесним охоронцем з господарської частини Київської духовної академії. Будучи сам глибоко віруючою людиною, він дбав про підтримку пишноти храмів у місті, жертвуючи для цього досить великі суми з власних коштів. Особливу турботу виявляв і до малозабезпечених киян, бо завжди пам'ятав, що є сином бідного селянина. Як згадував згодом Київський міський голова Степан Сольський: «Микола Григорович Хряков ніколи не переривав братнього союзу і братської любові з тим середовищем, з якого вийшов. Багато з бідних родин Києва отримували від нього посильну підтримку і полегшення свого горя».

## Смерть та поховання
На початку травня 1900 року Микола Хряков захворів на іспанку. Його смерть вранці 15 (28) травня 1900 року застала багатьох, хто знав його, зненацька. Згадували, що буквально тижні за два до хвороби він виявляв неабияку для своїх років енергію, цікавлячись питанням якнайшвидшого здійснення проекту з'єднання Києва прямою залізничною магістраллю з Петербургом і Одесою.
У день похорону,17 (30) травня 1900 року, вся Велика Підвальна, де в будинку № 17 мешкав Микола Хряков із сім'єю, була заповнена народом і екіпажами. Весь офіційний Київ, представники промислового і торгового капіталу вважали своїм обов'язком проводити в останню путь цю чудову людину. Траурний кортеж по черзі зупинявся в місцях, де працював покійний: біля будівель Київської міської думи й біржі на Хрещатику, а також на Банковій — біля Київської контори державного банку. Тут були відслужені короткі молебні і зі словом прощання виступили керівники згаданих установ.
Поховали Миколу Хрякова на Аскольдовій могилі. Як відомо, цвинтар на Аскольдовій могилі в 1930-х роках було знищено, і могила Миколи Хрякова при цьому безслідно зникла.

## Сім'я
- Дружина — Хрякова Стефанида Іванівна (18??—1889)
- Донька — Максимович Марія Миколаївна (18??—1907)
- Зять — Максимович Микола Іванович (1855—1928), український архітектор

## Нагороди та відзнаки
- орден Святої Анни 2-го ступеня,
- орден Святого Володимира 4-го і 3-го ступенів,
- орден Святого Станіслава 3-го, 2-й і 1-го ступенів.